# Medalles del Cercle d'Escriptors Cinematogràfics de 2008
La cerimònia de lliurament de les medalles del Cercle d'Escriptors Cinematogràfics de 2008 va tenir lloc el 26 de gener de 2009 al Cine Palafox de Madrid i fou presentada pels actors Yaiza Guimaré i Tomás Álvarez. Va comptar amb el patrocini de la Comunitat de Madrid, l'EGEDA i TVE.
Els premis tenien per finalitat distingir als professionals del cinema espanyol i estranger pel seu treball durant l'any 2008. Es van concedir un total de 16 premis. Es va concedir un premi homenatge a l'actor Fernando Guillén. La pel·lícula amb més guardons de la nit va ser Casual Day de Max Lemcke, que va guanyar quatre medalles (millor pel·lícula, director, actor i guió original). Es va imposar a l'altra favorita, Una palabra tuya d'Ángeles González Sinde, que en va obtenir tres (millor actor i actriu secundaris i guió adaptat).
Després del lliurament de medalles es va projectar en primícia la pel·lícula Slumdog Millionaire de Danny Boyle, en versió original.

## Pel·lícules candidates
| Pel·lícula                          | Nominacions | Premis |
| ----------------------------------- | ----------- | ------ |
| Casual Day                          | 7           | 4      |
| Sólo quiero caminar                 | 7           | 1      |
| Sangre de mayo                      | 7           | 1      |
| Una palabra tuya                    | 4           | 3      |
| Tres días                           | 3           | 1      |
| Los cronocrímenes                   | 3           | 1      |
| Los crímenes de Oxford              | 3           | 1      |
| La buena nueva                      | 3           | 0      |
| Che, el argentino                   | 3           | 0      |
| Los girasoles ciegos                | 3           | 0      |
| El prado de las estrellas           | 2           | 0      |
| Transsiberian                       | 2           | 0      |
| Vicky Cristina Barcelona            | 1           | 0      |
| El patio de mi cárcel               | 1           | 0      |
| Camino                              | 1           | 0      |
| El millor de mi                     | 1           | 0      |
| El pollo, el pez y el cangrejo real | 1           | 0      |
| El infierno vasco                   | 1           | 0      |
| La Osa Mayor menos dos              | 1           | 0      |
| La sombra del iceberg               | 1           | 0      |

## Premis per categoria
| Millor pel·lícula | Millor direcció |
| --- | --- |
| - Casual Day - Sangre de mayo - Sólo quiero caminar - Una palabra tuya | - Max Lemcke per Casual Day - José Luis Garci per Sangre de mayo - Mario Camus per El prado de las estrellas - Agustín Díaz Yanes per Sólo quiero caminar |
| Millor actor protagonista | Millor actriu protagonista |
| - Juan Diego per Casual Day - Diego Luna per Sólo quiero caminar - Benicio del Toro per Che, el argentino - Unax Ugalde per La buena nueva                                    | - Ariadna Gil per Sólo quiero caminar - Verónica Echegui per El patio de mi cárcel - Maribel Verdú per Los girasoles ciegos - Bárbara Goenaga per La buena nueva |
| Millor actor secundari | Millor actriu secundària |
| - Antonio de la Torre Martín per Una palabra tuya - Luis Tosar per Casual Day - José María Yazpik per Sólo quiero caminar - Miguel Rellán per Sangre de mayo                  | - Esperanza Pedreño per Una palabra tuya - Penélope Cruz per Vicky Cristina Barcelona - Tina Sainz per Sangre de mayo - Estíbaliz Gabilondo per Casual Day |
| Millor guió original | Millor guió adaptat |
| - Daniel Remón i Pablo Remón per Casual Day - Agustín Díaz Yanes per Sólo quiero caminar - Nacho Vigalondo per Los cronocrímenes - Mario Camus per El prado de las estrellas  | - Ángeles González Sinde per Una palabra tuya - Álex de la Iglesia i Jorge Guerricaechevarría per Los crímenes de Oxford - José Luis Garci i Horacio Valcárcel per Sangre de mayo - Peter Buchman per Che, el argentino - Rafael Azcona i José Luis Cuerda per Los girasoles ciegos |
| Premi revelació | Millor fotografia |
| - Nacho Vigalondo per Los cronocrímenes - Nerea Camacho per Camino - Roser Aguilar per El millor de mi - Max Lemcke per Casual Day - Francisco Javier Gutiérrez per Tres días | - Félix Monti per Sangre de mayo - Xavi Giménez per Transsiberian - Paco Femenía per Sólo quiero caminar - Miguel Ángel Mora per Tres días - Hans Burmann per Los girasoles ciegos                                                                                                  |
| Millor música | Millor muntatge |
| - Roque Baños per Los crímenes de Oxford - Pablo Cervantes per Sangre de mayo - Alberto Iglesias per Che, el argentino - Ángel Illarramendi per La buena nueva                | - Nacho Ruiz Capillas per Tres días - Alejandro Lázaro per Los crímenes de Oxford - José Luis Romeu per Los cronocrímenes - Jaume Martí i Farrés per Transsiberian |
| Millor pel·lícula estrangera | Millor documental |
| - WALL·E, d'Andrew Stanton - 4 luni, 3 saptamini si 2 zile, de Cristian Mungiu - My Blueberry Nights, de Wong Kar-wai , - El cavaller fosc, de Christopher Nolan              | - Iñaki Arteta per El infierno vasco - José Luis López-Linares per El pollo, el pez y el cangrejo real - David Reznak per La Osa Mayor menos dos - Hugo Doménech Fabregat i Raúl M. Riebenbahuer per La sombra del iceberg                                                          |
| Medalla d'honor | |
| Fernando Guillén | |
| Medalla a la labor periodística i literària | |
| Ediciones Cátedra, per Signo e Imagen, i Cátedra/Filmoteca Española. | |